# Poblana ferdebueni
Poblana ferdebueni är en fiskart som beskrevs av Solórzano och López, 1965. Poblana ferdebueni ingår i släktet Poblana och familjen Atherinopsidae. IUCN kategoriserar arten globalt som otillräckligt studerad. Inga underarter finns listade i Catalogue of Life.